# Jonathan Hansen
Jonathan Alberto Hansen (sinh ngày 10 tháng 9 năm 1988) là một cầu thủ bóng đá người Argentina hiện tại thi đấu cho đội bóng Costa Rican Primera División Herediano. Anh từng thi đấu ở Argentina, Ecuador, Honduras, Guatemala, và Costa Rica.